# Allegheny National Recreation Area
L'Allegheny National Recreation Area est une zone récréative américaine classée National Recreation Area. Créée en 1984, elle protège 93,5 km2 dans les comtés de McKean et Warren, en Pennsylvanie. Comme le reste de la forêt nationale d'Allegheny, elle est gérée par le Service des forêts des États-Unis.